# Conioscinella hirsuta
Conioscinella hirsuta är en tvåvingeart som först beskrevs av Becker 1913.  Conioscinella hirsuta ingår i släktet Conioscinella och familjen fritflugor.
Artens utbredningsområde är Etiopien. Inga underarter finns listade i Catalogue of Life.